# Почтовые индексы в Азербайджане

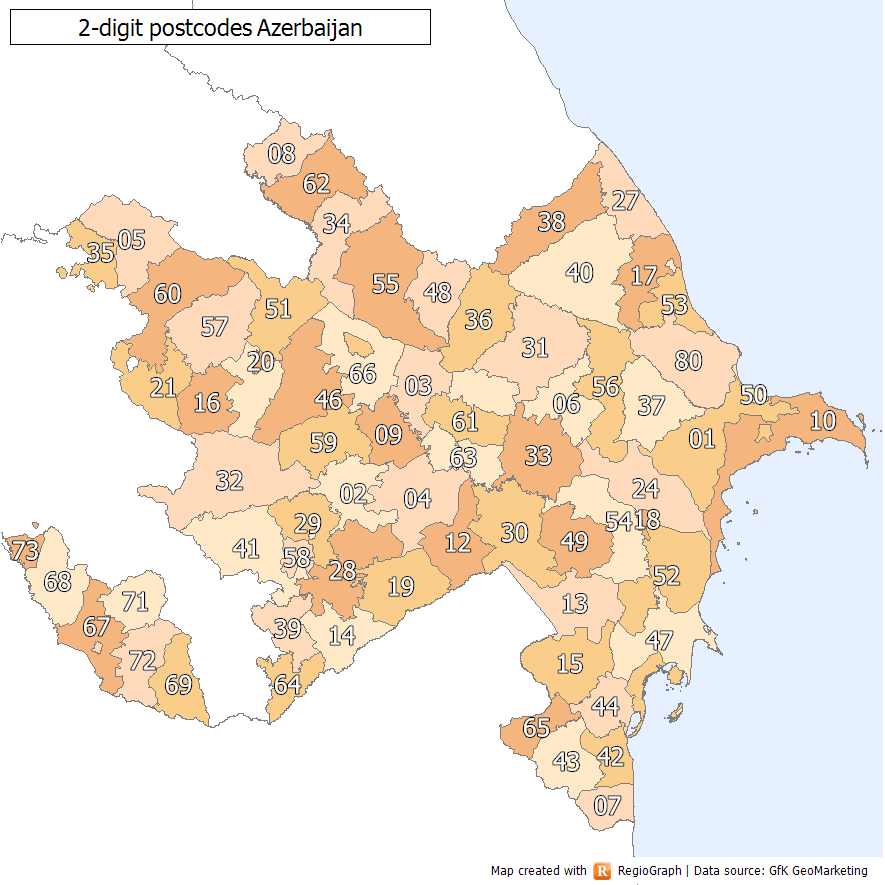
Двузначные почтовые зоны Азербайджана (определяются по первым двум цифрам почтового индекса)

Почтовые индексы в Азербайджане представляют собой систему четырёхзначных цифровых кодов с префиксом AZ, которые находятся в почтовом употреблении на территории Азербайджана.

## История
В 1970 году на всей территории СССР, включая Азербайджанскую ССР, были введены шестизначные почтовые индексы (37NNNN).

## Описание
В независимом Азербайджане применяется четырёхзначный цифровой почтовый индекс с префиксом государства формата AZ NNNN. Первые две цифры обозначают район Азербайджана в соответствии с современным административным делением, включая Нахичеванскую Автономную Республику.

## Индексы по регионам
| Название                                  | Индекс |
| Почтовое отделение Баку №1                | AZ1000 |
| Почтовое отделение Баку №2                | AZ1017 |
| Почтовое отделение Баку №3                | AZ1002 |
| Почтовое отделение Баку №4                | AZ1044 |
| Почтовое отделение Баку №5                | AZ1063 |
| Почтовое отделение Баку №6                | AZ1072 |
| Почтовое отделение Апшерона               | AZ0100 |
| Почтовое отделение Агдама                 | AZ0200 |
| Почтовое отделение Агдаша                 | AZ0300 |
| Почтовое отделение Агджабеди              | AZ0400 |
| Почтовое отделение Агстафы                | AZ0500 |
| Почтовое отделение Аксу                   | AZ0600 |
| Почтовое отделение Астары                 | AZ0700 |
| Почтовое отделение Балакена               | AZ0800 |
| Почтовое отделение Барды                  | AZ0900 |
| Почтовое отделение Бейлагана              | AZ1200 |
| Почтовое отделение Билясувара             | AZ1300 |
| Почтовое отделение Джалилабада            | AZ1500 |
| Почтовое отделение Дашкесана              | AZ1600 |
| Почтовое отделение Шабрана                | AZ1700 |
| Почтовое отделение Ширван                 | AZ1800 |
| Почтовое отделение Физули                 | AZ1900 |
| Почтовое отделение Гянджи                 | AZ2000 |
| Почтовое отделение Гедабека               | AZ2100 |
| Почтовое отделение Горанбоя               | AZ2200 |
| Почтовое отделение Геокчая                | AZ2300 |
| Почтовое отделение Гаджигабула            | AZ2400 |
| Почтовое отделение Гейгеля                | AZ2500 |
| Почтовое отделение Хачмаза                | AZ2700 |
| Почтовое отделение Имишли                 | AZ3000 |
| Почтовое отделение Исмаиллы               | AZ3100 |
| Почтовое отделение Кюрдемира              | AZ3300 |
| Почтовое отделение Гаха                   | AZ3400 |
| Почтовое отделение Газаха                 | AZ3500 |
| Почтовое отделение Габалы                 | AZ3600 |
| Почтовое отделение Гобустана              | AZ3700 |
| Почтовое отделение Гусара                 | AZ3800 |
| Почтовое отделение Губы                   | AZ4000 |
| Почтовое отделение Ленкорани              | AZ4200 |
| Почтовое отделение Лерика                 | AZ4300 |
| Почтовое отделение Масаллы                | AZ4400 |
| Почтовое отделение Нафталана              | AZ4600 |
| Почтовое отделение Нефтчалы               | AZ4700 |
| Почтовое отделение Огуза                  | AZ4800 |
| Почтовое отделение Саатлы                 | AZ4900 |
| Почтовое отделение Сумгаита               | AZ5000 |
| Почтовое отделение Самуха                 | AZ5100 |
| Почтовое отделение Сальяна                | AZ5200 |
| Почтовое отделение Сиязани                | AZ5300 |
| Почтовое отделение Сабирабада             | AZ5400 |
| Почтовое отделение Шеки                   | AZ5500 |
| Почтовое отделение Шамахы                 | AZ5600 |
| Почтовое отделение Шемкира                | AZ5700 |
| Почтовое отделение Тертера                | AZ5900 |
| Почтовое отделение Товуза                 | AZ6000 |
| Почтовое отделение Уджара                 | AZ6100 |
| Почтовое отделение Загаталы               | AZ6200 |
| Почтовое отделение Зардаба                | AZ6300 |
| Почтовое отделение Ярдымлы                | AZ6500 |
| Почтовое отделение Евлаха                 | AZ6600 |
| Почтовое отделение Хызы                   | AZ8000 |
| Центральное почтовое отделение Нахичевани | AZ7000 |
| Почтовое отделение Шахбуза                | AZ7100 |
| Почтовое отделение Бабека                 | AZ6700 |
| Почтовое отделение Шарура                 | AZ6800 |
| Почтовое отделение Ордубада               | AZ6900 |
| Почтовое отделение Джульфы                | AZ7200 |
| Почтовое отделение Садарака               | AZ7300 |
| Центральное почтовое отделение Кенгерли   | AZ7400 |